# Manuel José Arce y Fagoaga

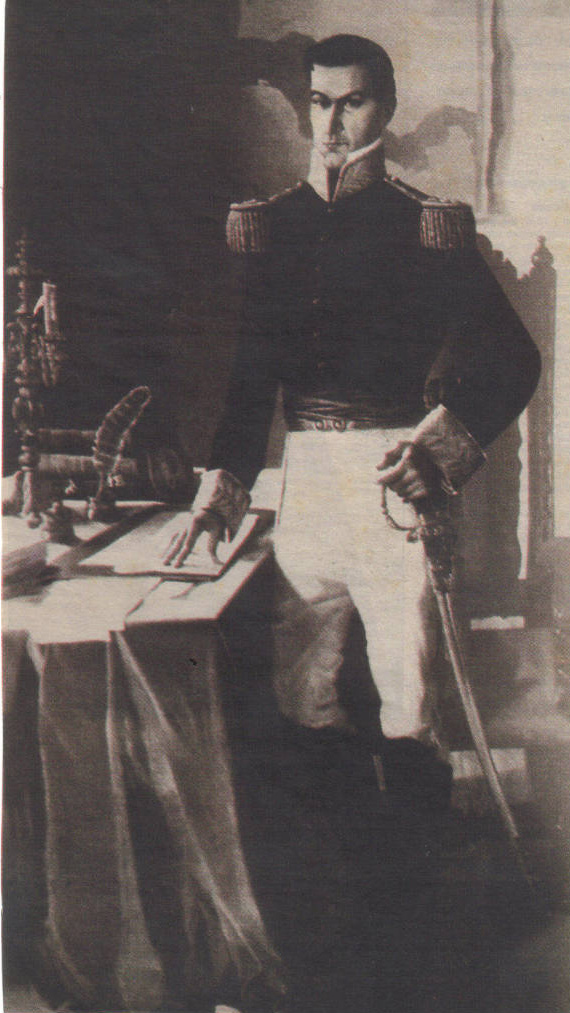
Manuel José Arce y Fagoaga

Manuel José Arce y Fagoaga (* 1. Januar 1787 in San Salvador; † 14. Dezember 1847 ebendort) war ein salvadorianischer Unabhängigkeitskämpfer und Politiker. Von 1825 bis 1829 war er Präsident der Zentralamerikanischen Konföderation.

## Leben
Manuel José Arce wurde als Sohn von Bernardo José de Arce und Antonia Fagoaga de Aguilar in San Salvador geboren. Er machte einen Bachelor in Philosophie am Colegio San Francisco Borja und studierte anschließend kurze Zeit Medizin an der Universidad de San Carlos de Guatemala. 1807 musste er die Studien jedoch abbrechen, da er wegen einer Erkrankung seines Vaters die Verwaltung der väterlichen Ländereien übernehmen musste. Im Dezember 1808 heiratete er seine Cousine Felipa Aranzamendi y Aguilar, mit der er elf Kinder hatte.
Ihm gehörten folgende Landgüter:
| Hacienda                | Fläche in Manzanas | Fläche in Hektar |
| Chanqueso, San Salvador | 1.536              | 1.075            |
| San Lucas, San Salvador | 4.032              | 2.822            |
| San Diego, San Salvador | 960                | 672              |
| San Lucas, Opico        | 5.120              | 3.584            |

## Politischer Werdegang

### Unabhängigkeitskampf
Arce war zusammen mit seinem Vetter Dr. Matías Delgado einer der Organisatoren der ersten Unabhängigkeitsbewegung in El Salvador im November 1811 und im Januar 1814. 1815 wurde er deswegen zu fünf Jahren Gefängnis verurteilt, 1818 jedoch vorzeitig entlassen.
Nach der Unabhängigkeit Zentralamerikas von Spanien am 15. September 1821 war Arce als einer der führenden Liberalen ein vehementer Gegner des von Gabino Gaínza betriebenen Anschlusses Zentralamerikas an das Kaiserreich Mexiko. Als Befehlshaber leitete er den salvadorianischen Widerstand gegen die vom mexikanischen Kaiser Agustín I. entsandten Truppen unter dem Befehl von Vicente Filisola. Nach der Niederlage gegen Filísola reiste er mit einer Delegation nach Boston und Washington, um über einen Anschluss El Salvadors als Bundesstaat an die USA zu verhandeln. Auf dem Rückweg unterstützte er im Oktober 1823 im mexikanischen Tampico die Organisation einer Militärexpedition zur Herbeiführung der Unabhängigkeit Kubas, die jedoch letztlich an einem Mangel personeller und finanzieller Ressourcen scheiterte.
Bereits am 4. Oktober 1823 wurde Arce in Abwesenheit in die provisorische Regierungsjunta gewählt, die nach der Unabhängigkeit Zentralamerikas von Mexiko die Regierungsgeschäfte führte. Nach seiner Rückkehr aus Mexiko trat er das Amt am 15. März 1824 an („4. Junta“). Bereits am 20. Oktober schied er jedoch wieder aus der Regierungsjunta aus, um sich der Befriedung der Provinz Nicaragua zu widmen.

### Präsident von Zentralamerika
Bei den ersten Präsidentschaftswahlen der Vereinigten Provinzen von Zentralamerika am 26. März 1825 trat Arce gegen den renommierten honduranischen Konservativen José Cecilio Díaz del Valle an. Zwar erreichte Díaz del Valle eine relative, nicht aber die absolute Mehrheit, so dass nach der Verfassung dem Föderationsparlament die Wahl des Präsidenten zufiel. Dieses wählte mit der liberalen Mehrheit seiner Abgeordneten Manuel José Arce zum ersten Präsidenten der Föderation.
Obwohl ursprünglich Liberaler, machte Arce als Präsident eine zunehmend konservative Politik. Dies führte zu schweren Zerwürfnissen mit der liberalen Parlamentsmehrheit. Als Arce im Oktober 1826 das Föderationsparlament auflöste, kam es zu Protesten der liberalen Provinzregierungen, insbesondere in El Salvador und Honduras. Daraufhin entsandte Arce Truppen unter dem Befehl des Generalleutnants José Justo Milla nach Honduras, die den Staatschef Dionisio de Herrera stürzten und in Haft nahmen. Dies führte zum Ausbruch eines Bürgerkriegs, der damit endete, dass am 13. April 1829 Francisco Morazán die Föderationshauptstadt Guatemala-Stadt eroberte. Arce musste zurücktreten, wurde enteignet und des Landes verwiesen.

### Exil und letzte Lebensjahre
Arce ging zunächst nach New Orleans ins Exil, von dort nach Mexiko-Stadt – wo er seine Memoiren veröffentlichte – und dann nach Acapulco. 1831/32 versuchte er vom Soconusco aus noch einmal mit Waffengewalt die Regierung von Francisco Morazán zu stürzen, wurde jedoch besiegt und zog sich nach San Juan del Rio in Mexiko zurück, wo er zehn Jahre lang lebte. Erst 1842 durfte er in seine – durch den Zerfall der Zentralamerikanischen Konföderation inzwischen unabhängig gewordene – Heimat zurückkehren, wo er versuchte, die Unterstützung der Regierung für das Projekt eines interozeanischen Kanals in Nicaragua zu gewinnen. Er musste jedoch schon bald das Land wieder verlassen und lebte vorübergehend in Honduras und dann – auf Einladung des konservativen Präsidenten Rafael Carrera – in Guatemala.
Im Jahre 1846 ernannte die salvadorianische Regierung Arce zum ersten Generalinspekteur des Heeres. Er trat diesen Posten zwar noch an, musste ihn jedoch bereits kurze Zeit später aus gesundheitlichen Gründen wieder aufgeben. Ein Jahr später starb er völlig verarmt in seiner Heimatstadt San Salvador.
Zu Ehren Manuel José Arces wurde der Ort El Chilamatal im Jahre 1947 bei seiner Erhebung zur Stadt in Ciudad Arce umbenannt.